# Лебедино (Алтайский край)
Лебедино — село в Табунском районе Алтайского края. Административный центр Лебединского сельсовета.

## История
Основано в 1909 году. В 1928 году посёлок состоял из 143 хозяйств, основное население — русские. В административном отношении являлся центром Лебединского сельсовета Славгородского района Славгородского округа Сибирского края.

## Население
| 1926 | 1997 | 1998 | 1999 | 2000 | 2001 | 2002 |
| ---- | ---- | ---- | ---- | ---- | ---- | ---- |
| 760  | ↘531 | ↗573 | ↗588 | ↗593 | ↘581 | ↘532 |
| 2003 | 2004 | 2005 | 2006 | 2007 | 2008 | 2009 |
| ↗572 | ↗595 | ↘587 | ↗597 | ↗622 | ↗645 | ↘617 |
| 2010 | 2011 | 2012 | 2013 |      |      |      |
| ↘490 | ↘486 | ↘470 | ↗474 |      |      |      |

## Улицы
| - ул. 60 лет ВЛКСМ, - ул. Кирова, - ул. Ленина, | - ул. Садовая, - ул. Титова, - пер. Школьный. |